# Тсопозидис, Александрос
Александрос Тсопозидис (греч. Αλέξανδρος Τσοποζίδης; род. 1 января 1986, Гуниакала, Квемо-Картли) — греческий и российский певец .

## Биография
Родился 1 января 1986 года в Самеба, Грузия. С 1998 года проживает в городе Пафос, Республика Кипр. С раннего детства увлекался футболом, в скором времени профессионально ушёл в этот вид спорта. На Кипре обучался в академии футбола. Добился хороших результатов, пророчили блестящее будущее, но по настоянию родителей ушел из профессионального спорта. В семье все владеют разными инструментами и поют.

## Карьера
В 2011 году задумался о вокальной карьере. Знакомство с российским продюсером Кемраном Амировым стало стартом в его творческой карьере. В 2011 году вышла дуэтная песня с Эльдаром Далгатовым — Может ты вернешься. 
1 марта 2013 года Александрос получил первую награду от телеканала 9 Волна.
23 мая 2014 года в Премии 9 Волны Тсопозидис получил награду за вклад в развитие этнической музыки.
В 2015 году запускает песню под названием «Армяне и греки — братья навеки». В июле 2017 года вышла новая песня под названием «Дай мне номер телефона». Летом 2018 года Александрос принял участие в фестивале «Жара» в Баку.
В мае 2018 года Александрос Тсопозидис и Митя Фомин стали хэдлайнерами концерта «Карнавала — 2018» приуроченного открытию курортного сезона в Геленджике. На концерте Александрос объявил о выходе нового альбома «За тобой» при информационной поддержке радиостанции Восток FM. В ноябре принимает участие в концерте «Звёзды Востока» от радиостанции Восток FM.
В августе 2022 года принял участие в фестивале «Кавказ Мьюзик Фест».

## Синглы и альбомы
- 2013 — Воспоминание
- 2015 — Yasu agapi (совместно с автором песни Асланом Гусейновым)
- 2015 — Армяне и греки
- 2015 — За тобой
- 2017 — Полюбил
- 2017 — Дай мне номер телефона (автор Мари Краймбрери)
- 2018 — Танец грека
- 2019 — Dumanli (совместно с Agafangel Tsopozidis)
- 2020 — Soltera (Совместно с  El Pontios)
- 2020 — Расскажи
- 2021 — Капкан
- 2021 — Kortsopon Apsimon
- 2022 — Я грек
- 2023 — Kavkaz
- 2024 — Par shirkhani

### Альбом
- 2018 — За тобой

## Клипы
- В октябре 2013 года вышел новый видеоклип на песню Male Male[13], который в Ютубе набрал более 11 млн просмотров.
- В конце 2013 года выпустил совместный клип с Faxo[14], съёмки проходили на Кипре[15].
- В апреле 2014 выходит видеоклип на хит «Бродяга»[16] с Эльбрусом Джанмирзоевым, который набрал более 22 млн просмотра в Ютубе.
- В июле 2016 года вышел видеоклип на песню За тобой[17].
- В начале 2018 года выходит клип на песню Листья[18].